# Битва при Ваттиньи
Битва при Ваттиньи (фр. Bataille de Wattignies) — битва у деревушки Ваттиньи-ла-Виктор в Северной Франции, произошедшая 15 октября — 16 октября 1793 года в ходе Войны первой коалиции, ставшей частью Французских революционных войн. 
Французские войска под командованием генерала Жана-Батиста Журдана и представителя в миссии Лазара Карно нанесли поражение австрийцам под командованием принца Фридриха-Иосии Кобурга Поражение заставило Кобурга снять осаду Мобёжа и отойти на восток.

## Предыстория битвы
28 сентября 1793 года принц Саксен-Кобург осадил Мобёж. Оттесненные французские отряды частью укрылись в крепости, частью - в находившемся поблизости укрепленном лагере. Силы осажденного гарнизона составили 20 тысяч. 
Генерал Журдан, 25 сентября назначенный Конвентом  главнокомандующим Северной армией и сменив генерала Ушара, подозреваемого в измене, покинул лагерь Гравелль во главе 45000 человек, чтобы прийти на помощь осажденному городу. Принц, проинформированный об этом движении французских войск, решает для прикрытия блокадного отряда занять позицию обсервационным корпусом под командованием генерал-фельдмаршала Клерфэ между Авен-сюр-Хельп и Мобежем на плато Ваттиньи. У него было всего 21000 человек, которые он распределил следующим образом: центр с опорой на деревню Ваттиньи (сегодня она называется Ваттиньи-ла-Виктуар ) и правое крыло, примыкающее к Самбре.
14 октября французская армия прибыла в Авен, и в тот же день произошли первые стычки между двумя противниками, но без последствий. 

## Ход сражения

#### 15 октября. День первый.
15 октября, в 9 часов утра, Фромантен и Кордилье, овладев Сен-Вастом, стали выходить на равнину за этой деревней, но там были контратакованы австрийской кавалерией и, потеряв всю артиллерию, отброшены за ручей.
Баллан по приказанию Карно, но против воли Журдана, атаковал Дурлер и занял эту деревню и близлежащие высоты, но затем был встречен картечным огнем и подвергся давлению обходящей слева колонны, направленной Белльгардом на Сент-Обан. Потеряв много людей, Баллан вынужден был отступить.
Генерал Дюкенуа успел между тем вытеснить передовые австрийские войска из лежащих против Ваттиньи селений Димен и Демишо, а генерал Борегар занять Экль.  
Наступление ночи приостановило сражение. Ночное время было использовано Журданом на усиление правого фланга, чтобы утром обойти Ваттиньи и отрезать обсервационный корпус от блокадного. 

#### 16 октября. День второй..
Утром 16 октября, Журдан, усилив генерала Дюкенуа шестью тысячами войск, взятых с левого крыла, приказал ему атаковать ключ австрийской позиции Ваттиньи. Генералы Баллан, Фромантен и Кордилье получили предписание, тревожить центр и правое крыло противника канонадою и частными нападениями на Дурлер и Сен-Васт. Генералы Борегар и Гели - продолжать свое движение на Обреши и Бомон.
Ваттиньи, атакованное превосходящими силами, было взято, несмотря на мужественное сопротивление генерала Терси. Французская пехота, выйдя из деревни, атаковала во фланг и тыл австрийских гренадер, защищавших лес между Ваттиньи и Дурлером, и опрокинула их в Принцовский лес. Австрийская кавалерия, пришедшая им на помощь, была отбита артиллерийским огнем.
На австрийском левом фланге генерал Гадик удачными атаками кавалерии отбросил Борегара в Солрский лес. Беньовский, напав врасплох на колонну Гели, рассеял ее и отогнал до Филиппвиля. Гели потерял всю артиллерию.
Генералы Баллан, Фромантен и Кордилье ограничились демонстрациями атак на Дурлер и Сен-Васт.

## Последствия
Принц Кобургский после потери Ваттиньи не захотел продолжить сражение, потому что французы, владея главным пунктом позиции, близким к осажденному Мобёжу, могли одной удачной атакой пробиться к нему. Поэтому ночью с 17 на 18 октября вся австрийская армия перешла за Самбру.
Осада Мобёжа была снята, но Журдан не стал преследовать противника за Самброй и с разрешения правительства расположил свою армию на зимних квартирах.